# Zuzana Mináčová
Zuzana Mináčová, née le 26 septembre 1931 à Bratislava (Tchécoslovaquie, actuellement en Slovaquie), est une photographe slovaque.

## Biographie
Zuzana Mináčová est la mère du réalisateur Matej Mináč. 